# Cuthona puellula
Cuthona puellula is een slakkensoort uit de familie van de Cuthonidae. De wetenschappelijke naam van de soort is voor het eerst geldig gepubliceerd in 1955 door Baba.